# Timrå (comuna)
Timrå (em sueco: Timrå kommun; pronúnciaⓘ) é uma comuna da Suécia localizada no condado de Västernorrland, no litoral da Baía de Bótnia. Sua capital é a cidade de Timrå. Possui 3 190 quilômetros quadrados e segundo censo de 2022, havia 17 754 habitantes.

## Etimologia e uso
O nome geográfico Timrå deriva das palavra timmer (madeira/carpintaria) e radh (povoado ou pequeno pântano) em sueco antigo.
A localidade está mencionada como Timmeradh em 1513.

## Comunicações
A comuna de Timrå é atravessada pela estrada europeia E4 (Haparanda-Estocolmo-Helsingborg), assim como pela via férrea de (Sundsvall–Långsele).